# Абадиа Мендес, Мигель
Миге́ль Абади́а Ме́ндес (исп. Miguel Abadía Méndez; 5 июля 1867 — 9 мая 1947) — колумбийский политик, адвокат и писатель. Президент Колумбии в августе 1926 — августе 1930 от Консервативной партии.

## Биография
В 1894 г. министр финансов, в июле 1900 г. — июле 1901 г. и мае 1919 г. — сентябре 1921 г. министр образования, в декабре 1909 г. — августе 1910 г., сентябре 1914 г. — августе 1918 г., декабре 1920 г. — марте 1921 г. и январе 1924 г. — июне 1925 г. министр внутренних дел и юстиции, в 1914 г. — 1917 г. министр иностранных дел, в январе 1924 г. министр почт и телеграфов. Член Госсовета (1914—1918 гг.). На посту президента столкнулся с тяжёлой экономической ситуацией, вызванной мировым экономическим кризисом. Вынуждено применил закон 1922 г., посредством которого правительством было разрешено брать деньги у зарубежных стран (в основном США), которые направлялись в основном на снижение уровня безработицы. Так же заёмные средства были инвестированы в строительство автомобильных и железных дорог, водных путей и морских портов. В 1926 году был избран президентом страны. Во время гражданских беспорядков 1929 г. ввёл военное положение и попытался восстановить мир и порядок в стране. С окончанием его правления, которое характеризуется относительно стабильным и восстановлением доверия среди иностранных инвесторов, закончился двадцатилетний период пребывания у власти консерваторов, когда на выборах 1930 года победил кандидат от либералов Энрике Олайя Эррера. Автор ряда работ по современной истории и географии Колумбии.
Похоронен на Центральном кладбище Боготы.